# Xã Montezuma, Quận Gray, Kansas
Xã Montezuma (tiếng Anh: Montezuma Township) là một xã thuộc quận Gray, tiểu bang Kansas, Hoa Kỳ. Năm 2010, dân số của xã này là 1.532 người.